# Gare de Znamianka
La gare de Znamianka  (ukrainien : Знам'янка (станція)) est une gare ferroviaire située dans la ville de Znamianka en Ukraine.

## Histoire

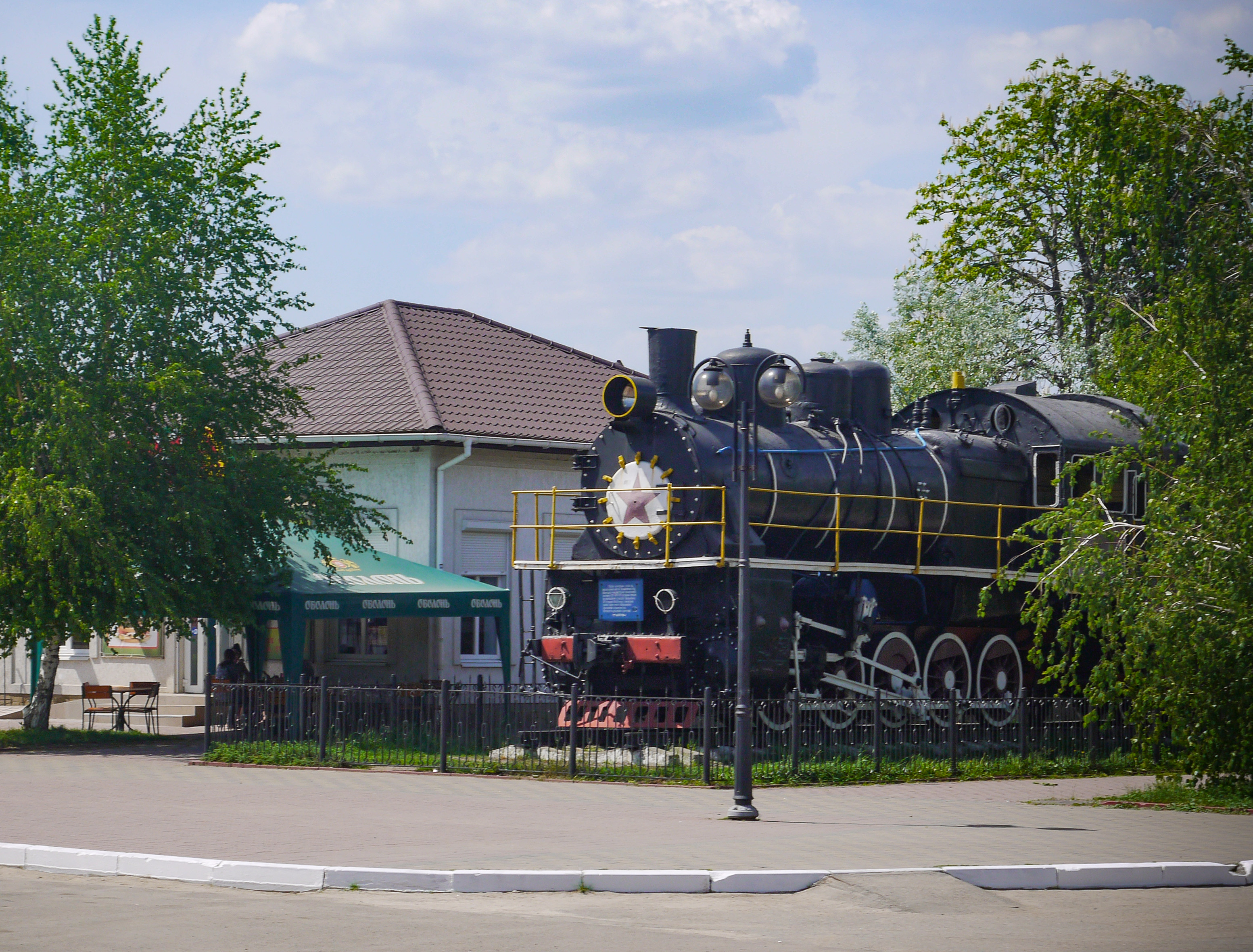
Avec sa locomotive à vapeur classée.

Avec la création de la ligne Odessa-Kiev en 1869, la gare est ouverte dans l'année, elle fut un nœud ferroviaire pour les deux guerres mondiales. Elle fut électrifiée en 1962.

### Accueil

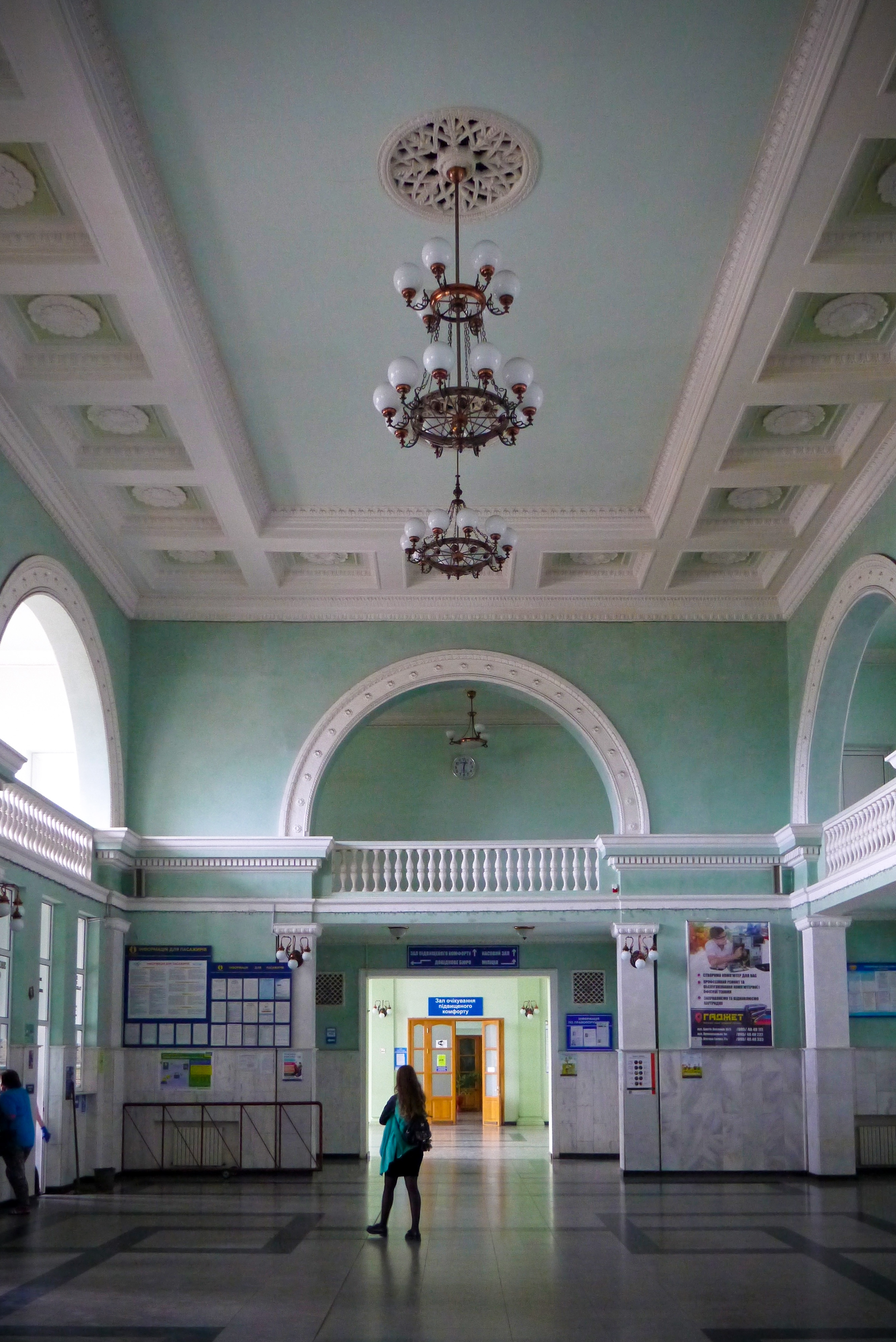
Hall des passagers.

### Intermodalité

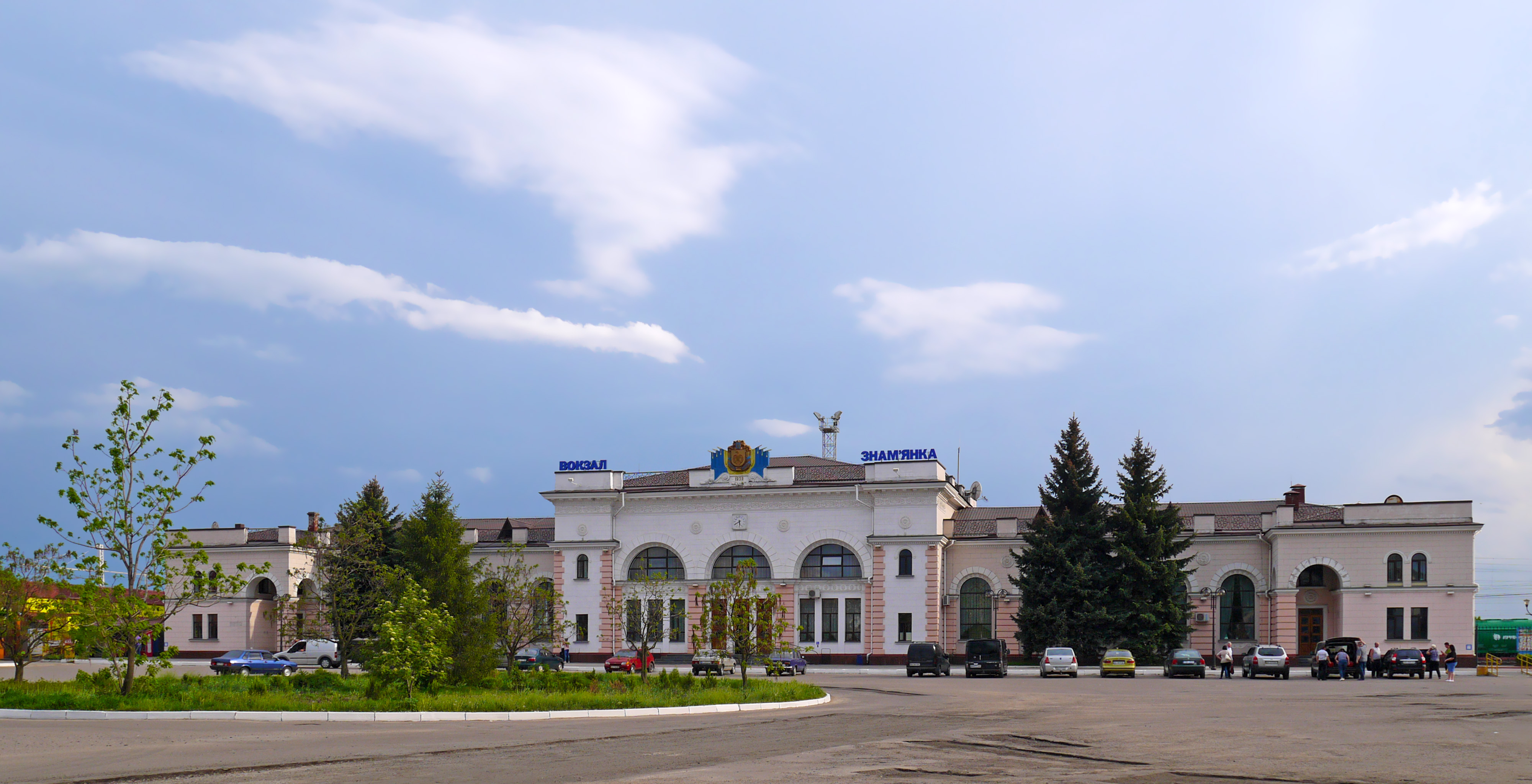
Accès depuis sa place.